# فضای گسسته
در توپولوژی یک فضای گسسته یک مثال سادهٔ خاص از فضای توپولوژیک یا ساختارهای مشابه است که در آن به عنوان یک مفهوم اصلی، تمام نقاط، جدا از هم (تنها) هستند.

توپولوژی گسسته کلی‌ترین توپولوژی ای است که می‌توان به یک مجموعه نسبت داد به این معنی که همهٔ زیر مجموعه‌ها را به صورت مجموعه‌های باز در می‌آورد. به ویژه هر مجوعهٔ تک عضوی در توپولوژی گسسته یک مجموعهٔ باز خواهد بود.

## تعاریف
مجموعه X را در نظر بگیرید:
- توپولوژی گسسته روی مجموعه X این گونه تعریف می‌شود که هر زیر مجموعه از X باز باشد (و در نتیجه بسته هم می‌شود)، و X یک فضای توپولوژیک بسته خواهد بود اگر مجهز به توپولوژی گسسته باشد.
- یکنواخت گسسته روی مجموعه X این گونه تعریف می‌شود که هر فرا مجموعه (مجموعه‌ای که شامل آن مجموعه است) از دوتایی {(x,x) :{\displaystyle x\in X}} در X × X یک همسایه هستند، و X یک فضای یکنواخت گسسته است اگر مجهز به یکنواختی گسسته باشد.
- تابع متریک گسسته  {\displaystyle \rho } روی مجموعه X این گونه تعریف می‌شود

{\displaystyle \rho (x,y)=\left\{{\begin{matrix}1&{\mbox{if}}\ x\neq y,\\0&{\mbox{if}}\ x=y\end{matrix}}\right.}
برای هر {\displaystyle x,y\in X} در این صورت {\displaystyle (X,\rho )} یک فضای متریک گسسته یا یک فضایی از نقاط تنها نامیده می‌شود.
- یک مجموعه در یک فضای متریک {\displaystyle (X,d)} گسسته است، برای {\displaystyle S\subseteq X}، اگر برای هر {\displaystyle x\in S} وجود داشته باشد {\displaystyle \delta >0} وابسته به {\displaystyle x} به طوری که برای هر {\displaystyle y\in S\setminus \{x\}} داشته باشیم {\displaystyle d(x,y)>\delta }. مجموعهٔ S برای هر {\displaystyle S\subseteq X} یک یکنواختی گسسته در فضای متریک {\displaystyle (X,d)} است، اگر ε> ۰ وجود داشته باشد که برای هر x و y متمایز {\displaystyle x,y\in S}، {\displaystyle d(x,y)}> ε.

فضای متریک {\displaystyle (E,d)} را به‌طور یکنواختی گسسته می‌نامیم اگرشعاع همسایگی {\displaystyle r>0} وجود داشته باشد به طوری که برای هر {\displaystyle x,y\in E} که یا {\displaystyle x=y} بر قرار است یا {\displaystyle d(x,y)>r}. توپولوژی ای که یک فضای متریک را می‌پوشاند، می‌تواند گسسته باشد، بدون آن که مجموعهٔ متریک به‌طور یکنواختی گسسته باشد. برای مثال یک فضای متریک معمولی روی مجموعهٔ {۱، ۱/۲، ۱/۴، ۱/۸، …} از اعداد حقیقی.

## ویژگی‌ها
اساس یکنواختی در فضاهای متریک گسسته، یکنواختی گسسته بوده و اساس توپولوژی روی فضاهای یکنواخت گسسته، توپولوژی گسسته است.بنابراین مفاهیم متفاوت فضای گسسته با یکدیگر سازگار هستند. از طرف دیگر اساس توپولوژی یکنواخت‌های ناگسسته یا فضای متریک می‌تواند گسسته باشد. یک مثال آن فضای متریک {۱، ۱/۲، ۱/۳، ۱/۴، …} (با متر قدر مطلق در اعداد حقیقی). واضح است که این یک متر گسسته نیست، همجنین این فضا کامل نیست و در نتیجه یه عنوان یک فضای یکنواخت، گسسته نیست. با این وجود، به عنوان یک فضای توپولوژیک، گسسته خواهد بود.گوییم مجموعه X به‌طور یکنواخت یا متریک گسسته نیست اما به‌طور توپولوژیک گسسته است.
در ادامه:
- بعد توپولوژیک فضای گسسته صفر است.
- یک فضای توپولوژیک گسسته است اگر و فقط اگر مجموعه‌های تک‌عضوی آن باز باشند یا در معنای دیگر شامل هیچ نقطهٔ حدی نباشد.
- مجموعه‌های تک‌عضوی پایه توپولوژی گسسته را تشکیل می‌دهند.
- فضای یکنواخت X گسسته است اگر و فقط اگر دوتایی {(x,x) :{\displaystyle x\in X}} یک همسایگی باشد.
- هر فضای توپولوژیک گسسته در بر دارنده‌ی هر کدام از مؤلفه یا پایه‌های  اصلی توپولوژی است. به ویژه این‌که هر فضای گسسته هاستروف (فضای توپولوژیکی که مؤلفه‌های آن مجموعه‌های تک عضوی باشد) است.
- یک فضای گسسته فشرده است اگر و فقط اگر متناهی باشد.
- هر یکنواختی گسسته یا فضای متریک، کامل است.
- با در نظر گرفتن دو خط بالا، هر یکنواختی گسسته یا مجموعه متریک یک کاملاً کراندار است اگر و فقط اگر متناهی باشد.
- هر فضای متریک گسسته کراندار است.
- هر فضای گسسته یک اولین فضای شمارا ( فضای توپولوژیکی که اولین مؤلفه را می‌پوشاند) است، به علاوه دومین فضای شمارا است اگر و فقط اگر شمارا باشد.
- هر فضای گسسته با حداقل دو نقطه، کاملاً ناهمبند (پایه‌هایش دو مجموعه ناهمبند است) است.
- هر فضای گسسته ناتهی یک مجموعه میگر است.
- هر دو فضای گسسته با عدد کاردینال برابر همومورفیسم هستند.
- هر فضای گسسته با متر گسسته متریک شده‌است.
- یک فضای متناهی متریک شده‌است اگر و فقط اگر گسسته باشد.
- اگر X یک فضای توپولوژیک و Y مجموعه‌ای حامل توپولوژی گسسته باشد، آن‌گاه X به‌طور مساوی توسط X × Y پوشانده می‌شود.
- زیرفضای توپولوژی روی اعداد صحیح به عنوان یک زیرفضا از خط اعداد حقیقی، یک توپولوژی گسسته است.
- یک فضای گسسته قابل جداسازی است اگر و فقط اگر شمارا باشد.

هر تابع از فضای توپولوژیک گسسته به یک فضای توپولوژیک دیگر، تابعی پیوسته است و هر تابع از یک فضای یکنواخت گسسته به یک فضای یکنواخت دیگر، تابعی پیوسته یکنواخت است.
در فضاهای متریک، اشیاء بسیار پیچیده‌تر هستند به این دلیل که رده‌های متعددی از فضاهای متریک،بسته به آن‌چه برای شکل کلی آن (مورفیسم) انتخاب می‌شود، وجود دارند.

## کاربردها
یک ساختار گسسته اغلب به عنوان یک ساختار پیش فرض روی مجموعه‌هایی که حامل هیچ توپولوژی طبیعی،یکنواخت یا متریک دیگر نیستند، استفاده می‌شود.ساختارهای گسسته اغلب می‌توانند به عنوان مثال‌های بیشماری برای آزمودن فرضیات استفاده شوند.برای مثال هر گروه می‌تواند با اعمال توپولوژی گسسته روی آن یک گروه توپولوژیک در نظر گرفته شود.یادآوری می‌شود که نظریه‌ها دربارهٔ گروه‌های توپولوژیک قابل تعمیم به همه گروه‌ها خواهد بود.در حقیقت، متخصصان آنالیز ممکن است به گروه‌های معمولی و غیر توپولوژیکی که متخصصان جبر با آن‌ها کار می‌کنند ارجاع داده شوند.یک خمینهی صفر بعدی چیزی جز یک فضای توپولوژیک گسسته نیست. در نتیجه می‌توانیم هر گروه گسسته را مانند یک گروه لی صفر بعدی ببینیم.

## فضاهای ناگسسته
در بعضی موارد متضاد توپولوژی گسسته توپولوژی بدیهی است (مجموعه ناگسسته نیز نامیده می‌شود). که دارای کمترین مجموعه باز (تهی و خود مجموعه) است. هر جا که توپولوژی گسسته ابتدایی یا آزاد باشد، توپولوژی ناگسسته انتهایی خواهد بود: هر تابع از فضای توپولوژیک به یک فضای ناگسسته، یکنواخت است.